# Tour de France Soundtracks
Tour de France Soundtracks är ett musikalbum av gruppen Kraftwerk, utgivet 2003 i samband med att cykelloppet Tour de France firade 100 år. 
Idén till denna skiva var mer är 20 år gammal och frontmannen Ralf Hütter sa så här i en intervju.
| ”                                                 | Twenty years ago, in 1983, my friend Florian Schneider and me, we had the whole script for the album. The concept was there, and we started working on it. We ended up finishing the single, and then we went into other projects. Through that time, the script was always there, kind of like sleeping with us, but we did other technical things. Then last year, this came back when we played the concerts in Paris for the very first time with our new, updated Kraftwerk. | „ |
| – Ralf Hütter, Chicago Sun-Times, 24 augusti 2003 | |   |

Singeln som nämns i citatet var "Tour de France" och den sista låten på detta album är just denna singel i en digitalt nyinspelad version.

## Låtlista
Som vanligt när det kommer till titlarna på Kraftwerks låtar så brukar de uppträda i en mängd olika varianter. På denna skivan är det låten "Aerodynamik" som stavas på inte mindre än tre olika sätt på olika utgåvor. På CD-singeln stavas den "Aerodynamik", på albumet Tour de France Soundtracks stavas den "Aéro Dynamik" och senare på liveskivan Minimum – Maximum stavas den "Aero Dynamik".
1. Prologue
2. Tour de France (Étape 1)
3. Tour de France (Étape 2)
4. Tour de France (Étape 3)
5. Chrono
6. Vitamin
7. Aéro Dynamik
8. Titanium
9. Elektro-Kardiogramm
10. La Forme
11. Regénération
12. Tour de France